# 依田新
依田 新（よだ あらた、1905年9月30日 - 1987年5月11日）は、日本の心理学者。

## 経歴
東京市麻布生まれ。学習院教授依田豊の長男。第八高等学校卒業。1929年、東京帝国大学心理学科卒業。
東京文理科大学助手。1937年、東京高等師範学校講師。1938年、教授。1936年から児童学研究会に参加し、さらに教育科学研究会教育科学研究部会に参加。戦時下弾圧を受ける。1948年、東京文理科大学教授。1949年、校名変更で東京教育大学教授。
1951年、名古屋大学教授（1958年まで東京教育大学教授併任）。1954年まで名古屋大学教育学部学部長。
1956年、東京大学教育学部教授（1959年まで名古屋大学併任）。1963年から1965年まで、東京大学教育学部学部長。1966年、定年退官。
日本女子大学教授。1968年から1970年まで家政学部長。1974年、愛知学院大学教授。1980年、退職。
1976年、勲二等瑞宝章、没後従三位。
日本心理学会理事長。
1978年 日本心理学会名誉会員・1982年 日本教育心理学会名誉会員。
長男も心理学者の依田明。

## 著書
- 『児童観と児童研究』巌松堂 1940
- 『児童と社会生活』目黒書店 1940
- 『子供の性格教育』厚徳書院 1942 母性読本
- 『新心理学』草美社 1948
- 『青年の心理』培風館、1950
- 『新教育と児童心理』壮文社 1951 心理学選書
- 『心理学』東洋書館 1952
- 『心理学入門』社会思想研究会出版部・現代教養文庫 1957
- 『教育心理学入門』1960 有斐閣全書
- 『青年心理学』培風館 1963
- 『性格心理学』金子書房 1968
- 『人間理解の心理学』金子書房 1982

## 共編著
- 『性格心理学』正木正共著 刀江書院 1937
- 『教育心理学』編 金子書房 1950
- 『教育科学小辞典』編 創元社 1954
- 『教育心理学実験演習』全5 編 同学社 1955
- 『青年心理学講座』全5巻 牛島義友,桂広介共編 金子書房 1955
- 『家族の心理』編 培風館 1958
- 『児童心理学ハンドブック』波多野完治共編 金子書房 1959
- 『児童心理学』沢田慶輔共編 東京大学出版会 1961
- 『性格と才能 個性をつくるもの』編 大日本図書 1961 心理学入門講座
- 『青年の悩み 人生の危機』編 大日本図書 1961 心理学入門講座
- 『教育心理学』続有恒共編 有信堂 1963
- 『テレビの児童に及ぼす影響』編 東京大学出版会 1964
- 『講座マス・コミュニケーションと教育』全3巻 日高六郎,木原健太郎共編 明治図書出版 1965
- 『現代青年の人格形成』編 金子書房 1968
- 『性格』詫摩武俊共著 大日本図書 1968 心理学入門講座 新版
- 『児童心理学』東洋共編 新曜社 1970
- 『日本人の性格』築島謙三共編 朝倉書店 1970 現代心理学シリーズ
- 『青年心理学』編著 光生館 1972
- 『わが国における青年心理学の発展』編 金子書房 1973 青年心理研究
- 『現代青年の生態』編 金子書房 1975 青年心理研究
- 『読書案内心理学』伊沢秀而共編 社会思想社 1975 現代教養文庫

## 翻訳
- 『実験児童心理学の進歩』共訳編 南光社 1936
- アーサー・T.ジャーシルド『児童の発達とカリキュラム』共訳 新教育協会 1949
- A.ゲゼル『乳幼児と現代の文化 その発達と指導』岡宏子共訳 新教育協会 1954
- アーノルド・ゲゼル『乳幼児の発達と指導』岡宏子共訳 家政教育社 1967
- G.W.オルポート『心理学における人間』星野命,宮本美沙子共訳 培風館 1977

## 論文
- 「児童の定義作用より見たる思考の発達」『心理学研究』 第4巻 4輯 1929
- 「心理学に於ける型の問題」『教育心理研究』 第4巻 11号 1929
- 「青年期に於ける追憶」『教育心理学』 第6巻 1輯 1931
- 「自叙伝の性格学的意味」『教育心理研究』 第6巻 4号 1931
- 「類型学」『岩波講座教育科学・第8冊』 岩波書店 1932
- 「性格の構成」『教育心理研究』 第9巻 1号 1934
- 「智能率の恒常性とその予言的価値について」『教育心理研究』 第9巻 3号 1934
- 「直観像素質とその教育的意義について」『教育心理研究』 第9巻 5号 1934
- 「ヱルナーの発達心理学と児童学」『教育』 第3巻 4号 1935
- 「久保良英博士と日本の教育心理」『教育』 第4巻 1号 1936
- 「特殊児童の研究法」『教育』 第5巻 1号 1937
- 「児童学研究史」『教育』 第5巻 8号 1937
- 「児童研究誕生前後」『教育心理研究』 第12巻 1号 1937
- 「女学生の交友に関する調査」『教育』 第6巻 11号 1938
- 「日記-その性格学的意味」『教育心理研究』 第13巻 5号 1938
- 「青年期における自己閉鎖的傾向」『心理学研究』 第14巻 特輯 1939
- 「シュテルンの人格学と人格の心理学」『教育心理研究』 第14巻 12号 1939
- 「青年期に於ける反抗」『教育心理研究』 第15巻 1号 1940
- 「精神発達の段階について」 東京文理科大学心理学教室編 『教育心理研究紀要』 培風館 1941
- 「環境」『現代心理学 4. 性格心理学』 河出書房 1942
- 「児童観の混乱」『児童心理』 第1巻 2号 1947
- 「学童期の心理」『児童心理叢書 2. 児童の行動と発達 (上)』 金子書房 1948
- 「女学生の反抗」『児童心理』 第2巻 4号 1948
- 「教育心理学の課題」『理想』 第190号 (1949年 2月)
- 「教育と心理」『教育大学講座 30. 教育心理学』 金子書房 1950
- 「新教育における心理学主義」『思想』 (1950年 4月号)
- 「ソシオグラムについて」『児童心理』 第4巻 11号 1950
- 「基礎学力とはなにか」『岩波講座教育 3. 日本の教育』 岩波書店 1952
- 「態度の形成」『児童心理』 第6巻 7号 - 8号 1952
- 「教育心理学の最近の動向」 矢田部達郎ほか編 『現代心理学の展望』 角川書店 1957
- 「日本の教育心理学における問題の展開」『現代教育心理学大系 1. 総論』 中山書店 1958
- T. Hidano と共著 "Development of educational psychology in Japan", Psychologia, Vol. 2, 1958
- 「戦後における日本の教育心理学 (1)(2)」『児童心理』 第13巻 1959
- 「質問紙法による幼児に依存性の研究」『教育心理学研究』 第9巻 1961
- 「性格の概念と性格研究の諸問題」『性格心理学講座 1. 性格の理論』 金子書房 1961
- 「人格発達の特質」 岡本夏木ほか編 『児童心理学講座 8. 青年期の発達的意義』 金子書房 1973

## 参考
- 肥田野直,「依田新先生のご功績を偲んで」『教育心理学研究』 35巻 3号 p.276-277, 1987-09, 日本教育心理学会, NAID 110001897471
- 『日本心理学者事典』クレス出版、2003年。ISBN 4-87733-171-9。

| 学職                         | 学職                                   | 学職          |
| ---------------------------- | -------------------------------------- | ------------- |
| 先代 城戸幡太郎              | 日本教育心理学会理事長 1964年 - 1972年 | 次代 松本金寿 |
| 先代 相良守次                | 日本心理学会理事長 1965年 - 1967年     | 次代 相良守次 |
| 先代 宮原誠一                | 東京大学教育学部長 1963年 - 1965年     | 次代 勝田守一 |
| 先代 勝沼精蔵 学部長事務取扱 | 名古屋大学教育学部長 1951年 - 1954年   | 次代 重松鷹泰 |
| 先代 大場千秋                | 日本応用心理学会会長 1954年            | 次代 渡辺徹   |